# Centro (Pinhais)
Centro refere-se a um bairro oficialmente presente na subdivisão atual do Município de Pinhais, Região Metropolitana de Curitiba, Paraná. Não-oficialmente, é dividido em quatro vilas: Pedro Demeterco, Progresso, Tarumã (apenas uma parte) e Varginha.

## Contexto histórico
Além de possuir grande importância economicamente para o município, o Centro de Pinhais é importante por ter sido o palco do contexto histórico da cidade. A Estação Ferroviária de Pinhais, criada em 1885 e que fica em um bairro delimitado ao centro atualmente, foi o principal fator para o início de habitação na região, pois com esta obra e a ferrovia chegaram também os funcionários responsáveis pela manutenção. A abertura da via férrea ligando a Curitiba significou um avanço de suma importância para a economia do estado. A via de acesso para o escoamento da produção da capital e das regiões vizinhas facilitou e fomentou o surgimento de novos empreendimentos econômicos. Assim, em 1898 tiveram início os trabalhos da cerâmica da família Torres, que foi instalada na região bem próxima à linha férrea. A Indústria Cerâmica foi o primeiro sinal de desenvolvimento na região do município, que foi comprada por Guilherme Weiss. Eleonor Adelaida Weiss, filha de Weiss e seu noivo chamado Humberto Scarpa, fundaram uma Igreja Católica que está edificada até hoje, conhecida como Igreja Nossa Senhora da Boa Esperança. Quando Pinhais foi elevado à condição de município, a região do atual Centro foi dividida em três pequenas vilas, não-oficialmente pela população: Pedro Demeterco, Tarumã e Varginha, que até hoje, são meios de uma localização mais específica no bairro.

## Aspectos geográficos
Sua localização específica do Centro dentro de Pinhais é muito complexa, pois as ruas que o delimitam com os outros bairros mudam de posição ou até mesmo mudam o rumo com ruas paralelas. Longitudinalmente de leste para oeste, o bairro estende-se desde as ruas Etiópia e Cairo até as avenidas Jacob Macanhan, Maringá e rua 24 de Maio. Latitudinalmente de norte a sul, desde as ruas Benevenuto Rattman, Rosa Macarini e Av. Salgado Filho até a Avenida Ayrton Senna da Silva. Geograficamente, o bairro está localizado na região sudoeste do município, limitando-se com os bairros Emiliano Perneta, Estância Pinhais, Pineville, Vargem Grande e Weissópolis.
Em alguns pontos do seu território é possível notar bruscas inclinações, que se formam a leste e variam de 930 a 870 metros de altura em relação ao nível do mar. Nas partes mais altas é possível ter uma visão panorâmica ampla de Pinhais, bem como da Serra do Mar e dos municípios Piraquara e São José dos Pinhais. Estas inclinações são encontradas a leste da Av. Jacob Macanhan e da Av. Camilo di Léllis, bem como na Rodovia Deputado João Leopoldo Jacomel, locais onde são encontrados a Câmara Municipal e o Terminal Rodoviário.
Grande parte de sua vegetação está extinta devido ao processo de urbanização; por causa disso, as árvores araucárias (símbolo municipal e estadual) não se encontram concentradas e sim individualizadas em diferentes pontos do bairro. A maior concentração de vegetação araucária no bairro encontra-se nas redondezas da Av. Nossa Senhora da Boa Esperança e na Av. Ayrton Senna da Silva. Grande parte da vegetação são os campos naturais, enquadrada como estepe gramíneo-lenhosa, distribuindo-se pela região das araucárias, onde as gramíneas são predominantes e a parte lenhosa é representada por capões e matas de galeria.

## Formação
- Pedro Demeterco. Está localizado ao noroeste do bairro Centro. Longitudinalmente de leste a oeste, situa-se entre a Av. Jacob Macanhan e a Av. Maringá. Latitudinalmente de norte a sul, desde as ruas Benevenuto Rattman e Rosa Macarini até a Rodovia Deputado João Leopoldo Jacomel.
- Progresso. Situa-se na região nordeste do bairro Centro. Longitudinalmente de leste a oeste, localiza-se desde a rua Etiópia até a Av. Jacob Macanhan. Latitudinalmente de norte a sul, desda a rua Salgado Filho até a Rodovia Deputado João Leopoldo Jacomel. É um dos locais do bairro que sofrem com a brusca mudança de altitude, em ruas muito verticalizadas.
- Tarumã. A vila está situada na região sudoeste do bairro e apenas uma parte dela é referida ao centro. Longitudinalmente de leste a oeste, é encontrada desda a Av. Camilo di Léllis até a rua 24 de Maio. Latitudinalmente de norte a sul, desde a Rodovia Deputado João Leopoldo Jacomel até a Av. Ayrton Senna da Silva. Nesta região encontra-se o Hospital e Maternidade Nossa Senhora da Luz dos Pinhais, hospital público e de propriedade da prefeitura.
- Varginha. Situa-se na região sudeste do bairro Centro. Longitudinalmente de leste a oeste, a vila é encontrada desde a rua Cairo até a Av. Camilo di Léllis. Latitudinalmente de norte a sul, desde a Rodovia Deputado João Leopoldo Jacomel até a Av. Ayrton Senna da Silva.

## Órgãos públicos
O Centro possui ao todo dezessete órgãos públicos, sendo que deles dois são escolas municipais, um é colégio estadual e os quatorze restantes prédios públicos da prefeitura ou de outros poderes.
| - Escola Municipal Clementina Cruz - Escola Municipal Maria Chalcoski - Colégio Estadual Deputado Arnaldo Faivro Busato - Administração Municipal - Câmara Municipal - Centro de Apoio Psicossocial (CAPS) - Centro de Testagem e Aconselhamento de Doenças Sexualmente Transmissíveis (CTA/DST) - Fórum Civil e Criminal - Fórum Eleitoral | - Fórum Municipal da Vara de Família - Informática - Secretaria do Meio Ambiente - Secretaria Municipal de Ação Social - Secretaria Municipal de Saúde (SEMSA) - Secretaria Municipal de Urbanismo e Tributação - Sede Administrativa da Secretaria Municipal de Saúde (SEMSA) - Unidade de Saúde 24 Horas |  |